# 백호두나무

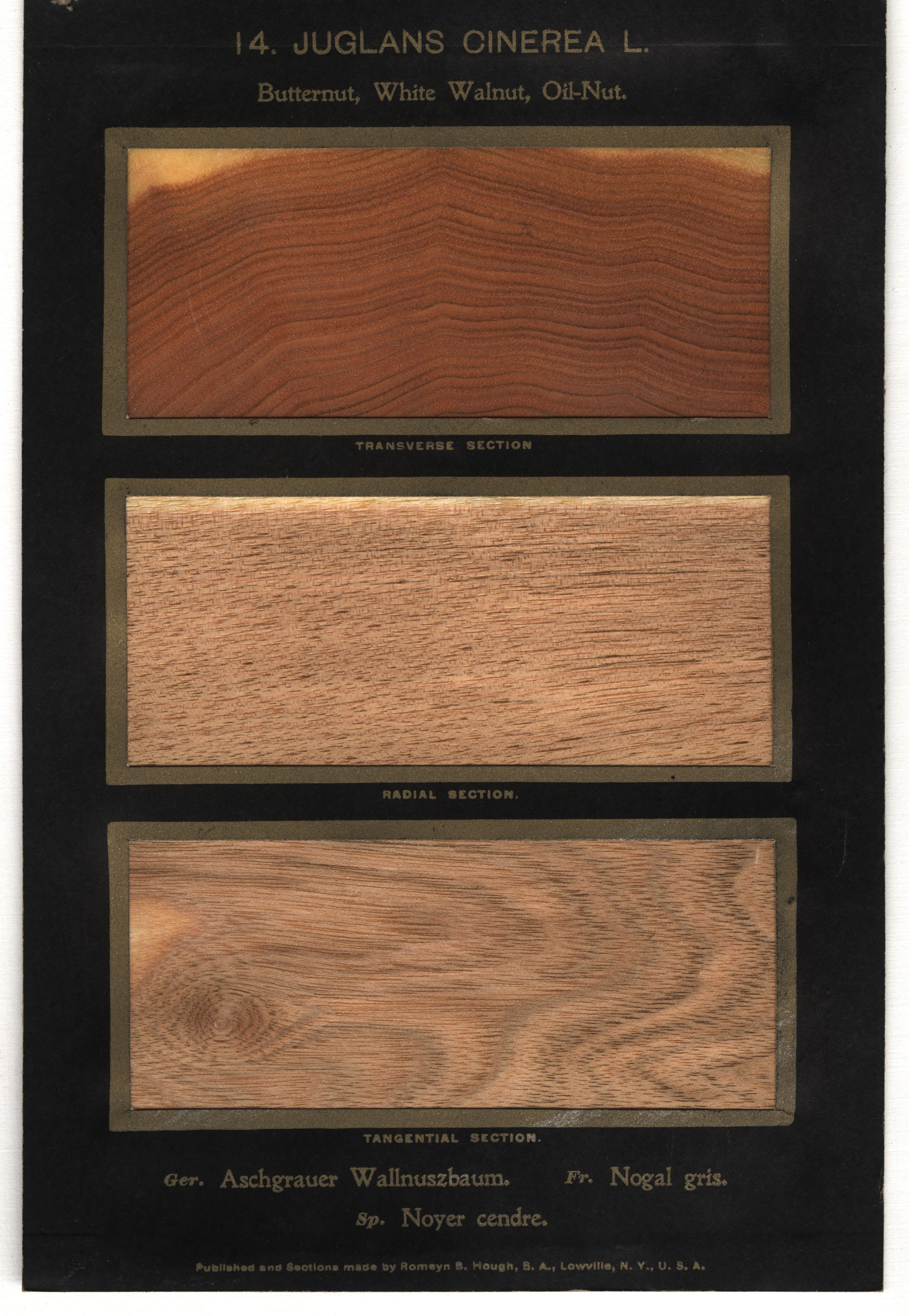
목질부가 유백색이라 백호두나무라 부른다.

백호두나무(학명: Juglans cinerea L.)는 북아메리카에 분포하는 활엽수로, 가래나무·호두나무와 같은 속에 속한다. 강도는 약하나 내구성이 뛰어나 합판용 ,상자용, 가구용 목재로 많이 사용된다.